# Here Come the Waves
Here Come the Waves ist ein US-amerikanischer komödiantischer Musikfilm von Mark Sandrich aus dem Jahr 1944, dessen Hauptrollen mit Bing Crosby, Betty Hutton und Sonny Tufts besetzt wurden.

## Handlung

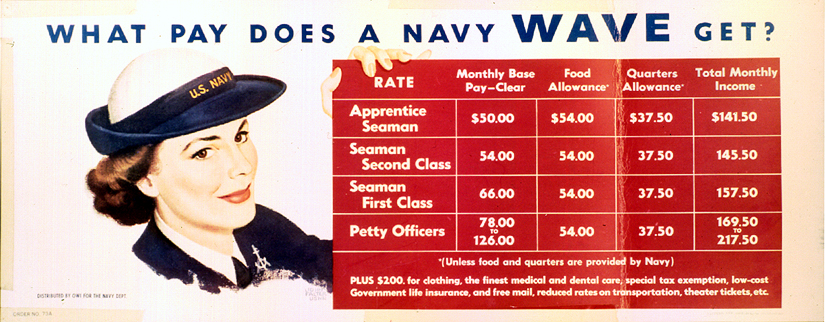
Anwerbeplakat für WAVES

Frauen in den Vereinigten Staaten geben ihre Arbeit auf, um sich den WAVES anzuschließen, den Frauen, die im Zweiten Weltkrieg im freiwilligen Notdienst bei den Seestreitkräften, der US Navy, der Vereinigten Staaten dienten.
Auf See singt ein Mädchenchor der United States Navy Reserve, bekannt als Waves, auf der Bühne Seemannslieder. Zur selben Zeit haben die „Allison Twins“ einen Clubauftritt und singen Join the Navy, eines der Lieder, die die Waves gerade gesungen haben. Die Zwillingsschwestern sehen sich zum Verwechseln ähnlich, auch wenn eine von ihnen blonde Haare hat und die andere brünett ist. Zwar sind beide sehr temperamentvoll, ansonsten im Wesen aber sehr unterschiedlich. Die blonde Susan „Susie“ Allison tritt eher nassforsch auf und ist flatterhaft, während Rosemary ernsthaft und zuverlässig ist.
Rosemary spielt schon länger mit dem Gedanken sich den Waves anzuschließen und kann ihre Schwester dazu überreden, dies ebenfalls zu tun. Susie ist allerdings nicht mit vollem Herzen dabei, da sie in den beliebten Sänger Johnny Cabot verliebt ist und befürchtet, dass sie seine Shows nun nicht mehr besuchen und den von ihr heimlich begehrten Mann nun kaum noch sehen kann. Sie nimmt jedoch ihre Sammlung seiner Schallplatten mit in die Kaserne, wo sie sich dann voller Sehnsucht Johnnys Lied Moonlight Becomes You anhört. 
Während ihres ersten Ausgangs besuchen die Zwillinge eine Filmvorführung, in der Johnny die Hauptrolle spielt und anschließend auf der Bühne das Lied That Old Black Magic singt, was seine Fans zum Rasen bringt. Johnny, der sich wie sein alter Freund Windy „Pinetop“ Windhurst der Marine anschließen wollte, erzählt Windy während der Pause hinter der Bühne, dass sein Antrag aufgrund seiner Farbenblindheit abgelehnt worden sei. Nach der Show gehen die Freunde in den Club 21, wo sie auf Susie und Rosemary treffen. Windy, der die Mädchen kennt, stellt sie Johnny vor. Genau wie Windy fühlt sich auch Johnny sofort zu Rosemary hingezogen. Rosemary, bei der schon während der Show die schreienden und in Ohnmacht fallenden Frauen, die hauptsächlich Johnnys Publikum bilden, Entsetzen ausgelöst haben, verhält sich dem Sänger gegenüber allerdings sehr reserviert, zudem nimmt sie Anstoß daran, dass Johnny immer noch Zivilist ist. 
Schließlich wird Johnny aufgrund gesenkter Anforderungen doch in die Marine aufgenommen und beginnt seine Ausbildung im Naval Training Center San Diego, wo auch Susie und Rosemary stationiert sind. Er hegt die Hoffnung auf der „USS Douglas“ dienen zu dürfen, dem Schiff, auf dem sein mehrfach ausgezeichneter Vater war. Obwohl Rosemary nach wie vor Probleme damit hat, dass Johnny bei allen Mädchen so überaus beliebt ist, versucht sie, ihn etwas besser kennenzulernen, als Windy während eines gemeinsamen Essens plötzlich abberufen wird und sie mit dem hinzugekommenen Johnny allein bleibt. Als er ihr zum Abschied das Lied Let’s Take the Long Way Home vorsingt, spürt sie ganz deutlich, dass Johnny ihr keinesfalls egal ist. Susan hingegen versucht zu verhindern, dass Johnny auf die USS Douglas abgeordnet wird, und fälscht Johnnys Namen in einem Dokument, das nun aussagt, dass Johnny geradezu dazu prädestiniert sei, sich für die Rekrutierung weiterer Waves einzusetzen. Tatsächlich wird nun der überraschte Johnny damit betraut, diese Aufgabe federführend zu übernehmen. Da Johnny davon ausgeht, dass Windy ihn für diesen Job vorgeschlagen hat, und wütend darüber ist, dass dieser ihn absichtlich vom aktiven Dienst fernhalten will, wählt er ihn zur Strafe als seinen Assistenten. 
Die erste Show wird an Bord der USS Traverse Bay abgehalten und Johnny und Windy, beide mit schwarzem Gesicht, singen ein Lied mit dem Refrain Ac-Cent-Tchu-Ate the Positive für die Waves. Rosemary, die davon ausgeht, dass Johnny sich dem aktiven Dienst entziehen wollte, glaubt Johnnys Versicherung nicht, dass jemand seinen Namen ins Spiel gebracht habe. Sie ist fest entschlossen, die Show zu verlassen. Windy, der einerseits auf Rache aus ist und andererseits seinen Kontrahenten loswerden will, heckt mit Susie den Plan aus, dass sie sich eine dunkle Perücke aufzusetzt und sich als Rosemary ausgibt. In dieser Verkleidung führt sie eine Spirituosenflasche zum Mund, in der sich in Wahrheit kalter Tee befindet, und legt es darauf an, dass Johnny sieht, wie sie Windy küsst. Johnny soll so einen völlig falschen Eindruck von Rosemary gewinnen. Dieser sieht sich nun damit konfrontiert, Rosemary wohl falsch eingeschätzt zu haben.
Als dann die große Show stattfindet, haben Susie und weitere Waves einen Auftritt mit dem Lied If Waves Acted Like Sailors, in dem auch die Zeile „in Puoghkeepsie wartet ein Typ“ enthalten ist. Johnny und Windy schließen sich diesen letzten Zeilen an. Nach dem Auftritt findet Windy einen Zettel Johnnys, der Windy davon überzeugt, dass Johnnys Gefühle für Rosemary aufrichtig und wahr sind. Daraufhin erklärt er dem Freund den wahren Sachverhalt und auch Susie gesteht ein, dass sie es gewesen sei, die Johnny ins Spiel gebracht habe. Johnny kehrt daraufhin zur Show zurück und singt zusammen mit Rosemary, die ihn um Verzeihung gebeten hat, das Lied I Promise You. Zum Schluss der erfolgreichen Show singen alle zusammen den Song Here Come the Waves. Inzwischen ist auch bekannt, dass Johnny und Windy zur USS Douglas überwechseln werden. Als Susie Windy zum Abschied küsst, fällt sie in Ohnmacht.

## Produktion

### Produktionsnotizen
Die Dreharbeiten fanden im Zeitraum 11. Mai bis 5. August 1944 statt. Teile der Dreharbeiten fanden in San Diego in Kalifornien statt.
Für das Szenenbild trugen Roland Anderson und Hans Dreier sowie Ray Moyer die Verantwortung, für die Kostüme Edith Head. Charles C. Coleman und George Templeton assistierten dem Regisseur, Haskell B. Boggs ging dem ersten Kameramann zur Hand. Die visuellen Effekte lagen in den Händen von Farciot Edouart, Gordon Jennings, Paul K. Lerpae, Jan Domela, W. Wallace Kelley, Harry Perry und Irmin Roberts. Benny Carter und Sidney Cutner waren als Orchestratoren tätig und Joseph J. Lilley als zusätzlicher Komponist.

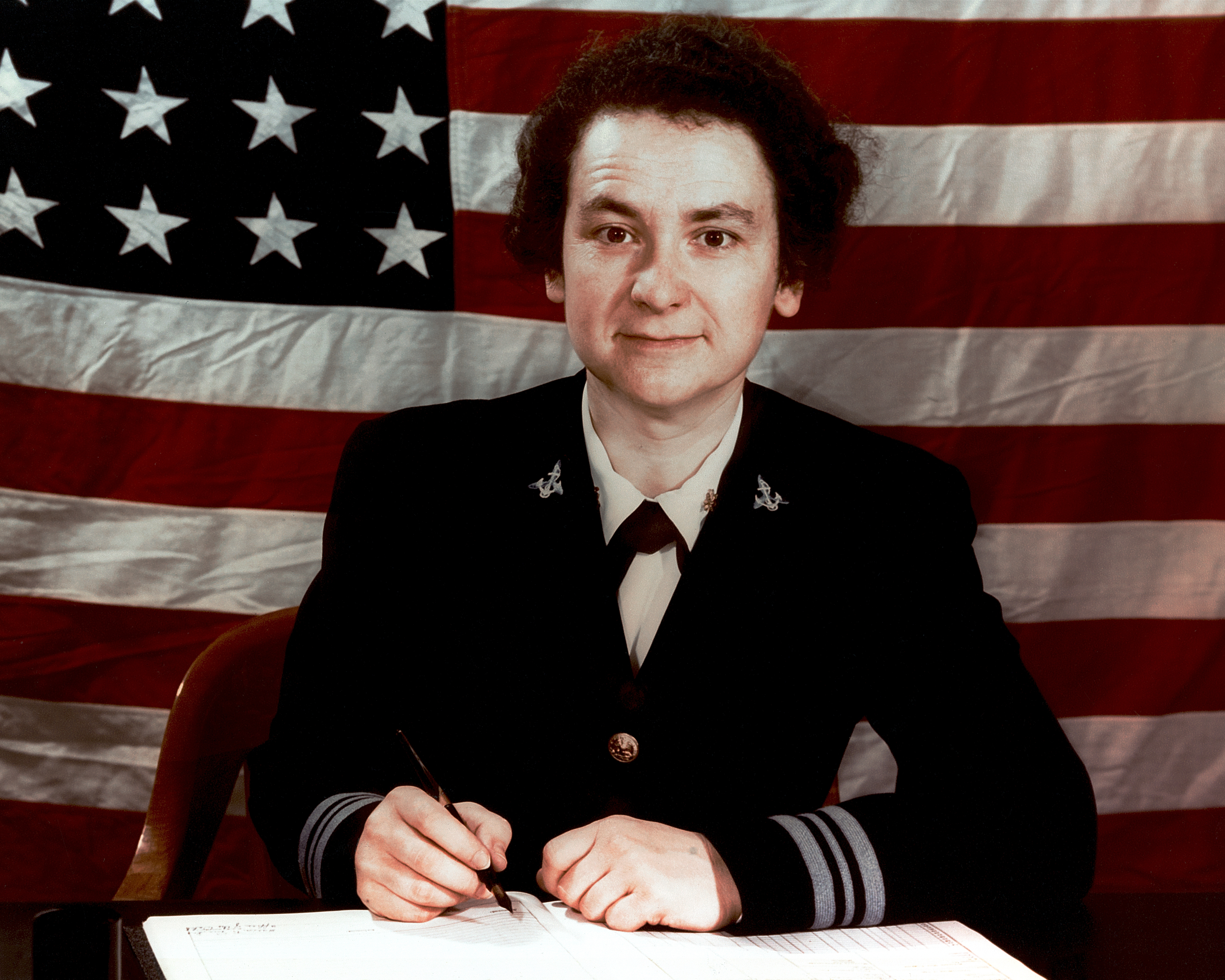
Die erste Direktorin der WAVES Mildred McAfee (* 12. Mai 1900 † 2. September 1994)

Im Vorspann des Films hieß es, man sei dankbar für die Zusammenarbeit mit der United States Navy, insbesondere der Womens Reserve. Weiter wurde ausgeführt, Mark Sandrich habe sich mit Captain Mildred Helen McAfee, der Direktorin des Frauenreservats der Marine, über seine Pläne für diesen Film unterhalten. Die Hochschulschüler Kay Scott und Gloria Saunders sollten in diesem Film ihr Debüt geben, werden aber nicht weiter erwähnt. Obwohl Vera Marshe als Betty Huttons Double mitgewirkt haben soll, wird sie im Abspann nicht erwähnt.

### Musik im Film
Die nachfolgenden Songs wurden von Harold Arlen und Johnny Mercer komponiert und getextet, soweit nicht anders angegeben:
- Ac-Cent-Tchu-Ate the Positive, alternativ Accentuate the Positive, gesungen von Bing Crosby und Sonny Tufts
- Got To Wear You Off My Weary Mind
- I Owe It All To You
- Here Come the Waves
- I Promise You, gesungen von Bing Crosby und Betty Hutton
- Let’s Take the Long Way Home, gesungen von Bing Crosby
- The Navy Song
- A Woman’s Work Is Never Done
- That Old Black Magic, gesungen von Bing Crosby
- There’s a Fella Waitin’ in Poughkeepsie, gesungen von Betty Hutton
- Strictly on My Own Tonight, gesungen von Betty Hutton
- Come Join the Waves, vorgetragen von Betty Hutton mit sich selbst im Duett
- Brazil von Ary Barroso, gespielt für die lateinamerikanischen Tänzer im Nachtclub
- Anchors Aweigh, von Charles A. Zimmermann geschriebener Marsch
- Moonlight Becomes You, geschrieben von Jimmy Van Heusen und Johnny Burke, Vortrag: Bing Crosby

Das ebenfalls für den Film geschriebene Lied My Mama Thinks I’m a Star fand keine Verwendung im Film. 
Bing Crosby nahm vier der Songs für Decca Records auf. Ac-Cent-Tchu-Ate the Positive war neun Wochen lang in den Billboard-Charts mit einer Spitzenposition auf Platz 2.

### Veröffentlichung
Premiere hatte der Film am 27. Dezember 1944 in New York, nachdem er zuvor am 18. Dezember 1944 in ausgewählten Kinos vorab gelaufen war. In Schweden wurde Here Come the Waves am 8. November 1945 veröffentlicht, in Mexiko im März 1946, in Finnland im Dezember 1946 und in der Türkei und in Dänemark im Jahr 1947. 1949 war er erstmals in Portugal zu sehen. Veröffentlicht wurde er zudem in Brasilien und in Norwegen. 

## Rezeption

### Erfolg, Kritik
Der Film nahm im Jahr 1944 den siebten Platz in der Liste der in diesem Jahr erfolgreichsten Filme in den USA ein.
– zeitgenössische –

Bosley Crowther rezensierte den Film in der New York Times und meinte, Paramount und dessen favorisierter Star Bing Crosby gingen nicht denselben Weg weiter, den sie mit Mr. Crosbys letztem Film Going My Way eingeschlagen hätten, aber sie machten eine wohltätige Kehrtwendung in diesem Film, in dem Sonny Tufts und Betty Hutton Crosbys gesellige Begleiter seien. Accentuate the Positive sei wahrscheinlich der beste der verschiedenen von Harold Arlen und Johnny Mercer beigesteuerten Songs. Miss Hutton sei in ihrer doppelt angelegten Rolle, besonders in der der wilderen Schwester, ebenfalls großartig, wobei der Gag-Song mit dem Titel Strictly on My Own Tonight (eigentlich In Poughkeepsie wartet ein Typ) hervorzuheben sei. Zwar solle man Miss Huttons Doppelleistung mit nicht hoher Kunst verwechseln, aber ihre kraftvolle Virtuosität sei mit Sicherheit zu loben. Die humorvollen Einlagen seien sehr gelungen, besonders Bing Crosbys gefühlvolle Travestie als berühmter namenloser ‚Ohnmächtiger‘.
Auch Varietys Bewertung war positiv. Man befand zwar, dass Here Come the Waves ein ziemlich abgedroschener Titel sei, der Film es jedoch schaffe, den Hebel umzulegen und erstklassig zu werden. Eingebettet in Crosbys schlaue Songabfolge hätten Jonny Mercer und Harold Arlen eine Reihe exzellenter Songs geliefert, darunter die Dandy-Novität ‚Accent – Tchu-ate the Positive‘, zwei zündende Balladen mit ‚Let’s Take the Long Way Home‘ und ‚I Promise You‘, letztere im Duett mit Betty Hutton als Alter Ego, und mit ‚Old Black Magic‘, einen köstlichen Seitenhieb auf Frank Sinatra.
– spätere –

Derek Winnert meinte, Mark Sandrichs patriotisches Musical aus der Kriegszeit von 1944, sei eher schwach geschrieben, werde aber gerettet von den mitreißenden Stars Bing Crosby und Betty Hutton sowie von einem großartigen neuen Song von Arlen und Mercer Accentuate the Positive, der auch für einen Oscar nominiert worden sei.
Paul Mavis bewertete den Film auf der Seite DVD talk und sprach von einem rasanten, witzigen und mit tollen Songs ausgestatteten Film mit einer sprühenden Betty Hutton und einem lockeren, selbstparodierenden Bing Crosby. Here Come the Waves sei genau die Art von Kriegspropaganda, die bei einem kriegsmüden Publikum prima angekommen sei. Betty Hutton verdiene besonderes Lob für zwei verschiedene Charaktere, die sie glaubwürdig verkörpert habe. Auch die Spezialeffekte seien für damalige Verhältnisse bemerkenswert gut. Besonders reizvoll sei die wilde Susan, die Hutton mit ihrer sexy blonden Mähne energiegeladen spiele. Sonny Tufts, der inzwischen größtenteils in Vergessenheit geraten sei, sei in den Kriegsjahren aus verschiedenen Gründen in Mode gekommen, an Bing Crosbys Seite als großer, prügelnder leicht debiler Seemann gehe es ihm hier gut. Der Film besitze einen guten Humor, zwar werde Rekrutierungspropaganda betrieben, was den Unterhaltungswert dank Crosby und Hutton aber nicht beeinträchtige. Here Come the Waves könne sich auch heute noch gut behaupten.
Eric Cotenas von DVD Beaver meinte, dies sei bei weitem nicht eines der besseren Crosby-Musicals, was auch auf die Schwarzweiß-Fassung zurückzuführen sei, die den Look des Rekrutierungsfilms, der er im Wesentlichen sei, unterstreichen würde, da die meisten Musicalfilme in Technicolor gedreht würden. Die Charakterisierung sei oft vage und die Motivation der Charaktere werde beschönigt, auch die Liebesgeschichte sei hier höchst oberflächlich, nur um die Machenschaften der beiden Antagonisten gemeiner als nur manipulativ erscheinen zu lassen.

### Auszeichnung
Harold Arlen (Musik) und Johnny Mercer (Text) waren mit ihrem Song Ac-Cent-Tchu-Ate the Positive, den sie für diesen Film geschrieben hatten, auf der Oscarverleihung 1946 in der Kategorie „Bester Song“ für einen Oscar nominiert. Die Trophäe sicherten sich jedoch Oscar Hammerstein II und Richard Rodgers mit ihrem Lied It Might as Well Be Spring den sie für den Musicalfilm Jahrmarkt der Liebe komponiert und getextet hatten. 

### WAVES

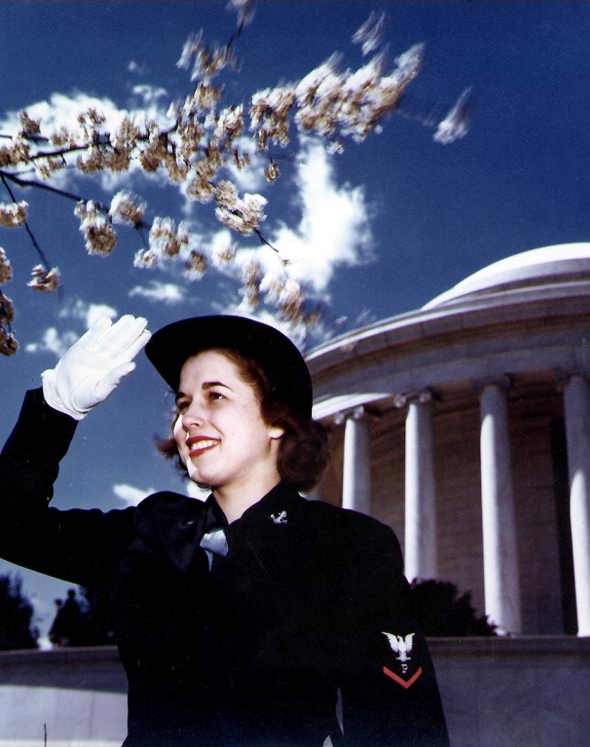
Eine WAVE

WAVES bedeutet Women Accepted for Volunteer Emergency Service (deutsch etwa: Frauen akzeptiert zum freiwilligen Notdienst) und ist die Kurzbezeichnung für die Frauen, die im Zweiten Weltkrieg zum freiwilligen Notdienst bei den Seestreitkräften der Vereinigten Staaten, der US Navy, angenommen wurden. Der Dienst der WAVES begann im August 1942, als Mildred H. McAfee als erste Frau in der Geschichte der amerikanischen Seestreitkräfte als weiblicher Offizier eingestellt und die erste Direktorin von WAVES wurde. Nach nur einem Jahr konnte WAVES schon 27.000 Soldatinnen verzeichnen.